# Ulsteinvik
Ulsteinvik is een plaats in de Noorse gemeente Ulstein, provincie Møre og Romsdal. Ulsteinvik telt 5094 inwoners (2007) en heeft een oppervlakte van 4,19 km².

## Beschrijving

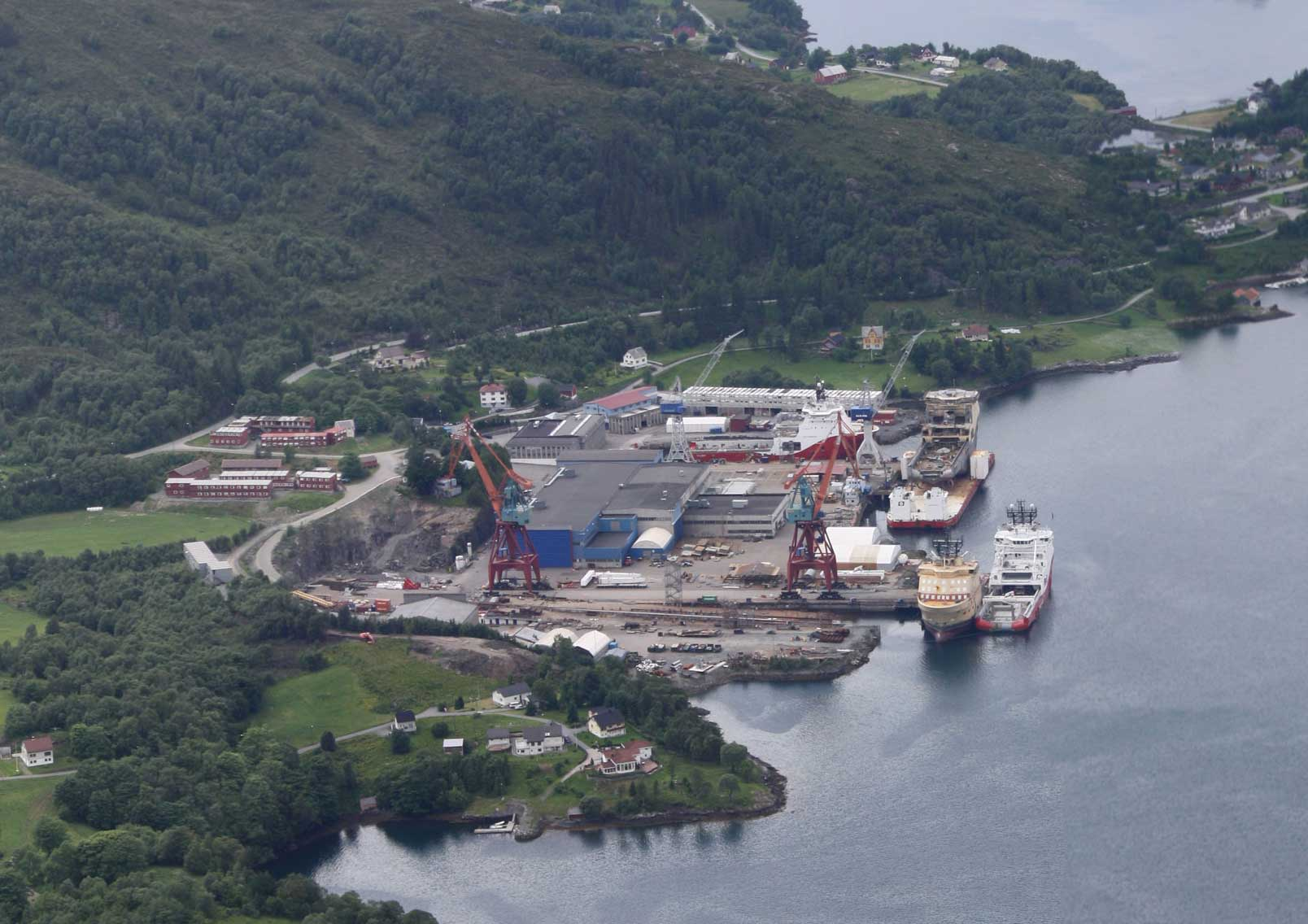
Scheepswerf Kleven

Ulsteinvik ligt grotendeels op het eiland Hareidlandet, een klein deel ligt op het eiland Dimna. De eilanden vormen de grens tussen het Noorse vasteland en de Noorse Zee. Als bestuurscentrum van de gemeente wordt de plaats ook wel kortweg met Vik aangeduid.
In en rond de plaats liggen meerdere scheepswerven. Rolls-Royce heeft zijn internationale hoofdkantoor van zijn scheepsmotorendivisie gevestigd in Ulsteinvik.
De lokale voetbalclub, IL Hødd won in 2012 de Noorse voetbalbeker en maakt in 2013 zijn debuut in Europa.

## Geboren
- Åge Hareide (1953), voetballer en voetbalcoach
- Børre Meinseth (1966), voetballer
- Morten Moldskred (1980), voetballer
- Karsten Warholm (1996), atleet